# François-Napoléon-Henri-Dieudonné Hupel
François-Napoléon-Henri-Dieudonné Hupel, francoski general, * 1883, † 1943.